# 我的圣赫勒拿岛
《我的圣赫勒拿岛》（英語：My Saint Helena Island）是圣赫勒拿的非正式地区颂歌。在圣赫勒拿岛居民的劝说下，戴夫·米切尔于1975年创作这首歌曲。作为英国海外领地，圣赫勒拿的国歌是《天佑吾王》。